# Ana Gonçalves
Ana Claudia Da Costa Gonçalves, née le 3 janvier 1993 à Benguela, est une joueuse angolaise de basket-ball. 

## Biographie

### Palmarès
Elle est médaillée de bronze aux Jeux africains de 2015.